# Jean-Antoine Fabre

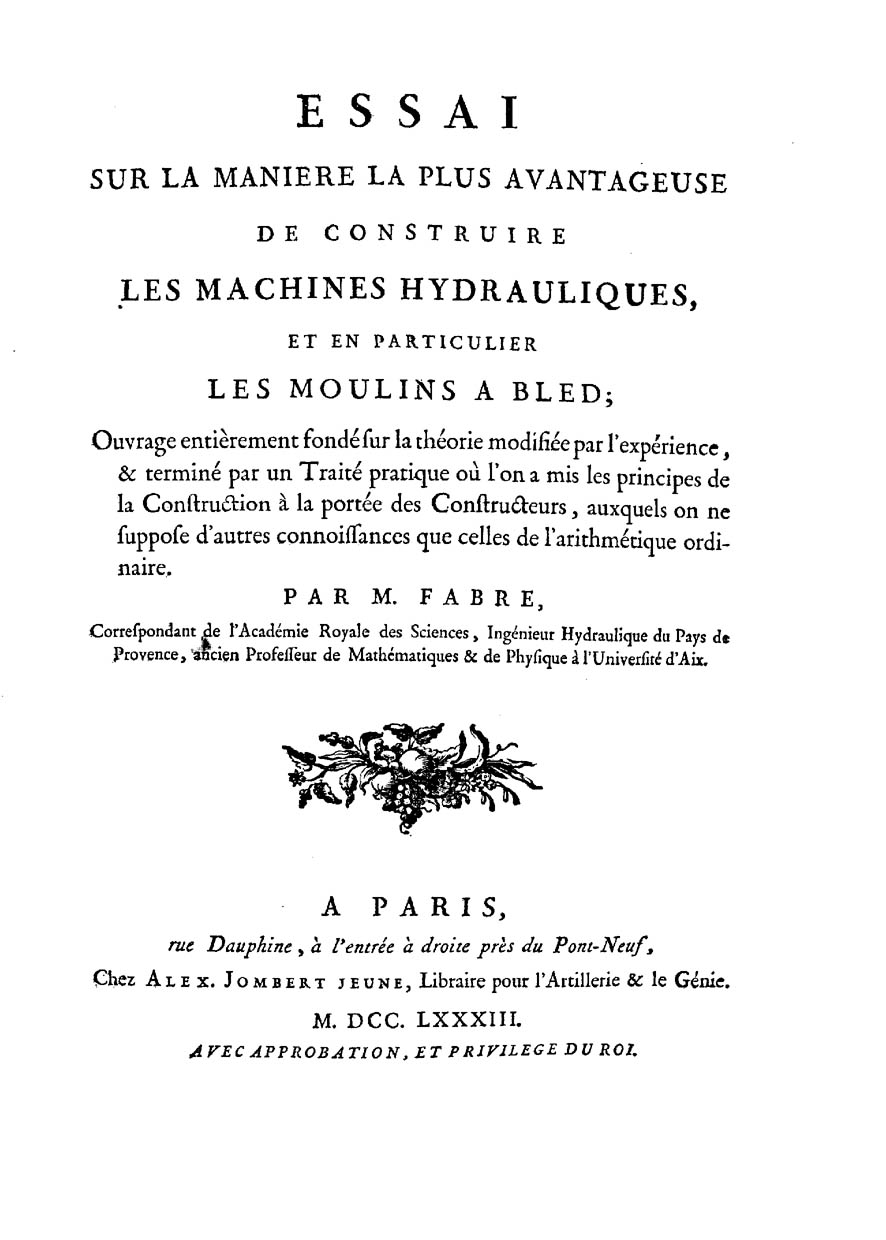
Essai sur la maniere la plus avantageuse de construire les machines hydrauliques, et en particulier les moulins a bled, 1783

Jean-Antoine Fabre (Clérac, 10 agosto 1794 – Tolosa, 30 gennaio 1864) è stato un economista francese.

## Biografia
Figlio di un ex sacerdote, studiò per un po' all'École Polytechnique di Parigi. Nel 1819 fu preside, poi nel 1826 si trasferì a Tolosa, dove lavorò per 12 anni.
A causa della sordità dovette abbandonare la carriera di avvocato nel 1835, dedicandosi alla ricerca in materia di economia e di agricoltura, scrivendo anche trattati di ingegneria idraulica. Nel 1848 pubblicò Solutions du problème social par l'association de l'agriculture et des capitaux e poi Crédit foncier, ou Banque immobilière in cui proponeva di decentralizzare il capitale.

## Opere
- (FR) Essai sur la maniere la plus avantageuse de construire les machines hydrauliques, et en particulier les moulins a bled, Paris, Louis Alexandre Jombert, 1783.

| Controllo di autorità | VIAF (EN) 311066030 · CERL cnp00375934 |